# Warren Beatty
Henry Warren Beatty (Richmond, 30 de março de 1937) é um ator, produtor, diretor e roteirista do cinema norte-americano, irmão mais novo da premiada atriz Shirley MacLaine, casado com a também atriz Annette Bening e um dos grandes nomes da indústria cinematográfica de Hollywood dos últimos quarenta anos.
Em 2017, Beatty se reuniu com Faye Dunaway, com quem contracenou em Bonnie & Clyde, no 89º Oscar, em comemoração ao 50º aniversário do filme. Depois de serem apresentados por Jimmy Kimmel, eles subiram ao palco para entregar o prêmio de Melhor Filme. Eles haviam recebido o envelope errado, levando Dunaway a anunciar incorretamente La La Land como Melhor Filme, em vez do verdadeiro vencedor, Moonlight.

## Biografia
Warren nasceu na Virgínia, filho de pais professores que se mudaram para a cidade de Arlington durante a sua adolescência e onde ele se tornou um astro de futebol americano local. Encorajado pela irmã mais velha, que então começava a se estabelecer na carreira de atriz, Warren deixou o futebol para se dedicar às artes, conseguindo um emprego de assistente de palco durante as férias de verão num teatro de Washington D.C., o que lhe deu a primeira oportunidade de travar contato com alguns atores e diretores famosos.
Após uma estreia nas telas num filme para televisão em 1959, ele teve sua primeira oportunidade no cinema pelas mãos do diretor Elia Kazan no filme Splendor in the Grass, contracenando com Natalie Wood, um drama marcado pela tensão sexual e psicológica que envolvia o casal protagonista e lançava Beatty como um ator da nova safra de Hollywood com grande apelo junto ao público feminino.
Durante os próximos seis anos, ele faria alguns filmes de relativa importância, até produzir e atuar naquele que seria um divisor de águas na linguagem cinematográfica de Hollywood e o estabeleceria como um personagem inovador e respeitado do cinema.
Bonnie & Clyde: Uma Rajada de Balas é o filme geralmente lembrado como a pedra fundamental de uma nova geração de jovens atores, diretores e produtores de cinema - chamada de Nova Hollywood – que possibilitou o surgimento de cineastas como Francis Ford Coppola, Martin Scorsese, George Lucas e Steven Spielberg entre outros, com uma nova visão cinematográfica, até então inexistente no cinema norte-americano.
Receoso de ser rotulado como um realizador tímido e sem personalidade e ainda sofrendo como o fracasso da comédia O que é que há gatinha?, onde, como produtor, foi manobrado por Woody Allen e depois forçado a deixar a produção, Beatty produziu Bonnie & Clyde numa situação de desespero de afirmação pessoal e como uma maneira de ter o controle total de todo projeto onde estivesse envolvido. Como produtor e idealizador do filme, ele contratou dois roteiristas novatos e o jovem diretor Arthur Penn para levar às telas a história do casal de foras-da-lei que nos anos 1920 aterrorizou o interior dos Estados Unidos com assaltos a bancos e assassinatos e se tornaram famosos nacionalmente através da imprensa. Controlou todas as etapas da produção, inclusive a escolha do elenco, roteiro e a montagem final do filme, como faria pelo resto da carreira, como diretor/produtor ou só como produtor.
Com sua combinação de humor, violência, sexo e assustador realismo, o filme foi um campeão de bilheteria saudado como inovador pela crítica e indicado para dez Oscars da Academia, marcando, junto com Easy Rider de Dennis Hopper, o início de uma nova era em Hollywood, onde os estúdios passaram a dar mais liberdade aos diretores para que fizessem seus filmes de acordo com visões próprias em vez de um seguirem um estereótipo cinematográfico predeterminado pela indústria.
É geralmente aceito pelos historiadores de cinema, que se não fosse por ele e sua visão idiossincrática de Bonnie & Clyde, que resultou num estrondoso sucesso, os estúdios nunca permitiriam que os novos diretores surgidos no começo da década seguinte, como Coppola e Scorsese, fizessem os filmes que os tornariam famosos e a estagnação da indústria do cinema americano nos anos 60 continuaria pela década seguinte.

## Carreira de sucesso
Estabelecido entre os grandes de Hollywood, a partir daí Beatty estrelaria, produziria ou dirigiria uma série de sucessos seguidos, como os dramas McCabe & Mrs. Miller e Parallax View e as comédias Shampoo e O Céu Pode Esperar, de 1978, refilmagem do filme homônimo de 1941, seu maior sucesso de bilheteria dos anos 70 como produtor, que lhe deu as condições financeiras para filmar Reds em 1981, épico sobre a vida do revolucionário jornalista comunista John Reed durante a Revolução Russa de 1917 que criou a União Soviética. O filme ganhou quatro Oscars e deu a ele o prêmio de melhor diretor.
Depois do fracasso comercial e de crítica de Ishtar, de 1987, Beatty voltou às manchetes com seus dois sucessos dos anos 90, a transposição para as telas dos quadrinhos de Dick Tracy, cercado de amigos astros como Al Pacino e Dustin Hoffman, além da cantora Madonna e Bugsy, um drama de gangsters onde conheceu sua futura esposa.
Com O Céu Pode Esperar e Reds, Beatty igualou-se a Orson Welles com o único profissional do cinema dos EUA a ser indicado ao Oscar no mesmo ano como ator, diretor, produtor e roteirista, sendo que ele teve estas indicações por duas vezes, em 1978 e 1981 e Welles foi assim honrado apenas por sua obra-prima Citizen Kane.

## Vida pessoal

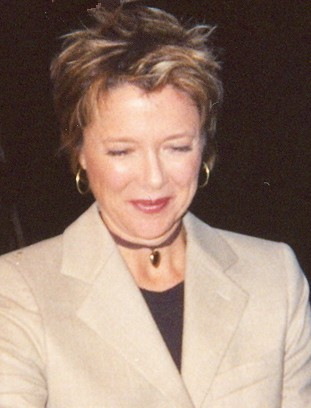
Annette Bening, a atriz que fez Warren se casar aos 55 anos e lhe deu quatro filhos.

Até os 55 anos ele se manteve um homem de muitas mulheres e solteirão convicto, quando então conheceu Annette Bening, a atriz com quem co-estrelou Bugsy em 1992 e com quem finalmente se casaria, mantendo uma relação estável há vinte anos e que teve quatro filhos.
Entre os romances do ator durante as décadas estão nomes da atrizes famosas, cantoras, modelos e outras figuras públicas muito conhecidas, entre elas Jane Fonda, Natalie Wood, Brigitte Bardot, Joan Collins, Cher, Leslie Caron, Britt Ekland , Faye Dunaway, Raquel Welch, Iman, Elle Macpherson, Diana Ross, Barbra Streisand, Isabelle Adjani e Madonna.

## Política
Beatty tem sido um grande ativista liberal por toda a vida, envolvido em diversas causas políticas e humanistas desde a década de 60 e extremamente ativo pelo Partido Democrata durante as eleições presidenciais.
Sua ligação com campanhas políticas começou em 1968 quando trabalhou ativamente na candidatura do senador Robert Kennedy, em busca de sua indicação para disputar a presidência pelo Partido Democrata. Beatty participou de discursos e teve papel importante na arrecadação de fundos de campanha, mas a experiência foi cortada abruptamente com o assassinato do senador em Chicago, pouco antes da realização da convenção do partido, que indicava que ele seria o candidato.
Quatro anos depois ele se juntou à campanha de George McGovern contra a reeleição de Richard Nixon como assessor de campanha, como parte da chamada ‘Máfia de Malibu’, um grupo de celebridades do cinema e do show business que faziam parte do círculo íntimo do candidato. Warren levantou 1 milhão de dólares para a campanha organizando concertos de rock, mas McGovern acabou derrotado.
Em 1999, insatisfeito com a escolha pelo partido dos dois postulantes à candidatura presidencial, Al Gore e Bill Bradley, Beatty deixou transparecer em entrevistas que ele mesmo estava inclinado a disputar a candidatura causando grande frisson na mídia, mas acabou desistindo após longos encontros e reuniões com os mais influentes e poderosos caciques do partido. Continua, entretanto, ativo na política liberal norte-americana e foi um dos principais oponentes à reeleição para o governo da Califórnia de seu companheiro de profissão, Arnold Schwarzenegger, do Partido Republicano.